# 背帶裙睡衣

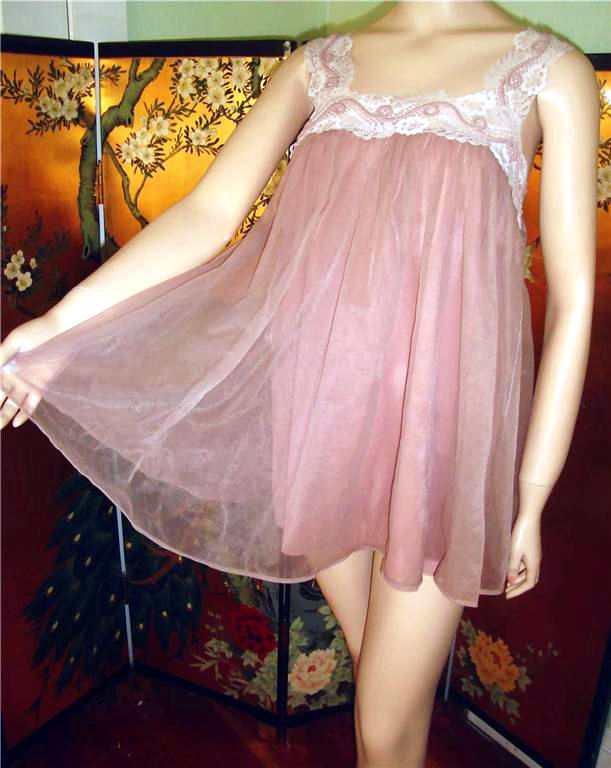
較早期的粉紅色背帶裙睡衣

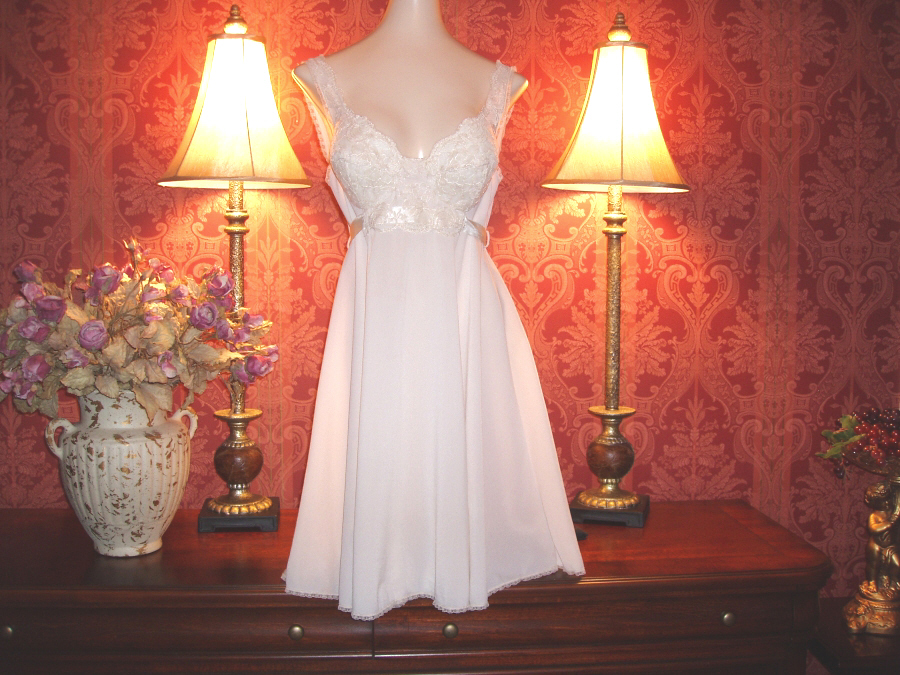
當代的背帶裙睡衣

背帶裙睡衣（Babydoll）也稱為娃娃裝，是女性穿着的无袖宽松睡衣，该服装睡衣往往带有蕾丝，荷叶边，贴花，蝴蝶结，丝带，可能會有细肩帶，也可能沒有。有些背帶裙睡衣是由全透明或半透明的织物如尼龙、薄纱、丝绸制成。

## 歷史
這種超短睡衣是由美國睡衣設計師西尔维娅·佩德拉所設計，她在1942年因為第二次世界大戰時的布料短缺所設計。她的設計後來稱為babydoll，但佩德拉不喜歡這個名稱，也不用此名稱。
西班牙設計師克里斯托瓦爾·巴倫西亞加在1957年和1958年也採用了背帶裙睡衣。巴倫西亞加使用此一款式的原因是其款式的特點在於會遮住腰部，此特性非常完美的滿足他想要強調比例，模糊腰線的想法。
此睡衣的名稱Babydoll因為1956年的電影《嬌娃春情》而成名，其女主角卡萝尔·贝克飾演19歲的性感少女。這也開始了此款式睡衣在成人世界中的長期流行。1950年代和1960年代的背帶裙睡衣包括上衣以及寬鬆的短燈籠褲，在腰部以及腿部用彈性布料。從1970年代到1990年代，短燈籠褲改為較短的貼身短褲，在在腰部以及腿部仍有彈性布料。後來的背帶裙睡衣已沒有腿部的彈性布料，下身可能是短褲或是tap pants。

## 當代款式
目前會將背帶裙睡衣視為是有性感意味的成人衣物，一般會分類為女式内衣。成人的背帶裙睡衣和嬰兒的不太相同，背帶裙睡衣會讓女性的腿部完全裸露，有些也會刻意的強調或是裸露胸部。背帶裙睡衣一般會配合同款式的女式內褲販售，而標準的背帶裙睡衣長度是短到穿著後可以看到內褲的程度。有些款式的裙子長度相同，但沒有刻意強調性感，這類裙子則會稱為睡裙。